# Chondrosum eriopodum
Chondrosum eriopodum là một loài thực vật có hoa trong họ Hòa thảo. Loài này được Torr. mô tả khoa học đầu tiên năm 1848.

## Hình ảnh

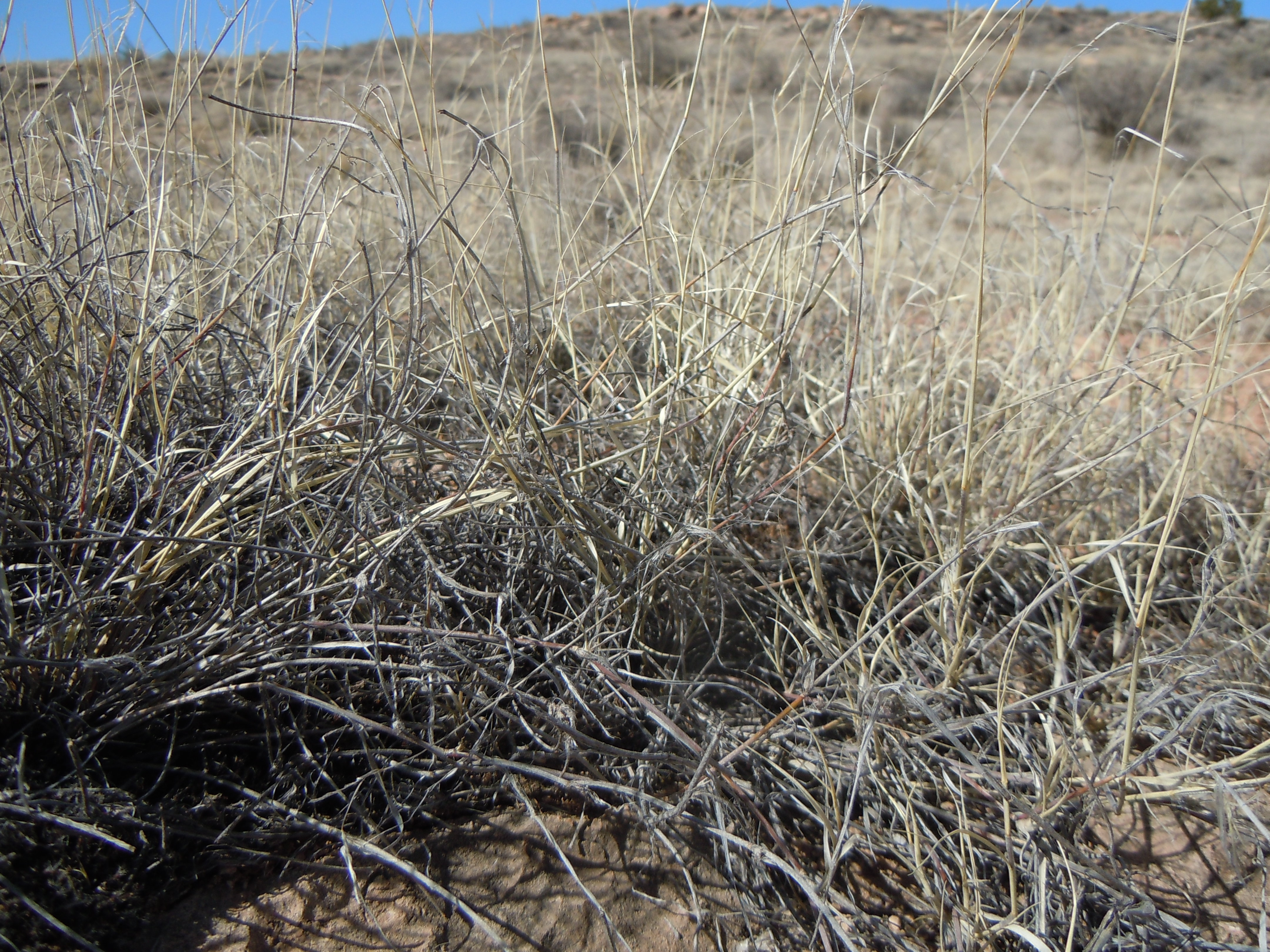